# جون هانتسمان جونيور
جون هانتسمان جونيور (بالإنجليزية: Jon Huntsman Jr.) (و. 1960 – م) هو سياسي، ودبلوماسي من الولايات المتحدة الأمريكية ولد في بالو ألتو، كاليفورنيا.

## التعليم
تعلم في جامعة بنسلفانيا، وجامعة يوتا.

## روابط خارجية
- جون هانتسمان جونيور على موقع IMDb (الإنجليزية)
- جون هانتسمان جونيور على موقع الموسوعة البريطانية (الإنجليزية)
- جون هانتسمان جونيور على موقع إن إن دي بي (الإنجليزية)